# Ilsa, Harem Keeper of the Oil Sheiks
Ilsa, Harem Keeper of the Oil Sheiks är en exploitationfilm från 1976. Den är den första uppföljaren på Ilsa, She Wolf of the SS från 1974.